# Arzt ohne Gewissen
Arzt ohne Gewissen (Langtitel Arzt ohne Gewissen – Privat-Klinik Prof. Lund) (Arbeitstitel Das letzte Geheimnis) ist ein deutscher Horrorfilm von Falk Harnack aus dem Jahr 1959. In den Hauptrollen agieren Ewald Balser, der den im Titel genannten Arzt ohne Gewissen, Prof. Lund, verkörpert, Barbara Rütting als Lunds persönliche Assistentin Dr. Marianne Cordt, Wolfgang Preiss als Dr. Westorp, der die Machenschaften Lunds nicht mittragen will, und Cornell Borchers als herzkranke Opernsängerin Harriet Owen.

## Handlung
Auf der Beerdigung von Professor Lund wissen nur der Arzt Dr. Westorp, Lunds Assistentin Dr. Marianne Cordt und die Kriminalisten Nobis und Pastor, welche Verbrechen der Betrauerte in Wirklichkeit begangen hatte: Er forschte an nicht weniger als dem ewigen Leben. Westorp rekapituliert die vergangenen sieben Tage.
Westorp wollte eigentlich mit seiner Freundin Sabine in den Urlaub nach Mallorca fahren. Zuvor wohnte er einem Vortrag von Professor Lund bei, der theoretisch erläuterte, wie verbrauchte Organe durch frische, leistungsfähigere ersetzt werden könnten und so der Tod besiegbar wäre. Westorp, der fünf Jahre lang Lunds Assistent war, wird kurz vor seinem Abflug zum Professor gerufen. Dieser teilt ihm mit, dass er ihn gerne bei einer Operation am nächsten Tag an seiner Seite hätte. Westorp lehnt zunächst ab und auch Marianne rät ihm ab. Als er jedoch erfährt, dass es sich bei der Patientin um die berühmte Opernsängerin Harriet Owen handelt, die akute Herzprobleme hat, verschiebt er seine Abreise um einen Tag.
Die junge Prostituierte Birke Sawatzki wird aus Lunds Klinik entlassen, kurz darauf entführt und durch Lund betäubt. Lund verschleppt sie auf ein Anwesen nahe der Grenze, wo er sie dauerhaft sediert. Birke soll als Organspenderin für Harriet Owen dienen, was weder Marianne noch Westorp wissen. Harriet ahnt nicht einmal, dass sie ein neues Herz erhalten soll. Westorp wird ebenfalls zum schlossartigen Anwesen Lunds gefahren, wo er in Lunds Praktiken eingeweiht wird. Der Professor hat mehrere Herzen von Todesopfern konserviert und hält sie am Schlagen. An einem Affen hat er die Abwehrmechanismen bei Organverpflanzungen getestet und dem schwer herzkranken Italiener Paolo Terruzzi vor einigen Wochen ein neues Herz eingepflanzt. Lund zur Seite stand dabei der Mediziner Dr. Stein: Dieser war einst als KZ-Arzt an menschenverachtenden Experimenten beteiligt und wurde in Abwesenheit zum Tode verurteilt. Er frohlockt, dass Lund inzwischen die gleichen Ansichten wie einst die Nazis entwickelt hätte.
Paolo benötigt seit der OP ein Serum, womit gesichert ist, dass es zu keiner Abwehrreaktion gegen das neue Herz kommt. Der junge Italiener sehnt sich jedoch nach Freiheit und flieht eines Tages vom Schloss. In einer Kleinstadt in der Nähe bricht er zusammen und stirbt kurz darauf auf der Polizeiwache. So kommen die Ermittler Lund auf die Spur, den sie zuvor bereits im Fall der plötzlich verschwundenen Birke befragt hatten. Auch andere Vermisstenfälle scheinen in Verbindung mit dem Professor zu stehen.
Im Schloss bereiten Lund und Stein die Operation Birkes vor. Sie wurde mit einem Mittel gelähmt und anschließend bis kurz vor der Operation künstlich beatmet, um ihr Herz verpflanzen zu können. Marianne ist geschockt, als sie im Spender die ihr bekannte Birke wiedererkennt. Westorp wiederum bemerkt, dass Birke noch lebt. Marianne und er reanimieren Birke, was Lund und Stein nicht verhindern. Sie bedauern nur, dass die „minderwertige“ Birke gerettet wird, während die „wertvolle“ Harriet aufgrund ihres Herzproblems nicht mehr lange zu leben hat. Die Polizei ist unterdessen am Schloss angekommen. Stein flieht und stirbt kurz darauf im nahen Moor. Lund gesteht seine Taten und nimmt sich mit Gift das Leben.
Einige Zeit später reist Harriet ab; sie hofft immer noch, irgendwo Hilfe zu bekommen. Westorp und Marianne wollen Lunds Forschung weiterführen, wenn auch auf ethisch einwandfreiem Gebiet. Sabine wiederum ist froh, nun endlich mit Westorp in den Urlaub starten zu können. 

## Produktion, Veröffentlichung
Der Film wurde von der Produktionsfirma KG DIVINA-FILM GmbH & Co. in den Ateliers der Bavaria-Filmkunst AG, München-Geiselgasteig, hergestellt. Die Firma gehörte Ilse Kubaschewski, die zugleich Inhaberin des Erstverleihs Gloria-Film GmbH & Co. Filmverleih KG war. Die Kostüme für Arzt ohne Gewissen schuf Ingeborg Ege-Grützner, die Filmbauten stammen von Hans Berthel und Robert Stratil. Cornell Borchers gab hier ihre Abschiedsvorstellung beim Film und zog sich anschließend ins Privatleben zurück. 
Der Film erlebte am 4. September 1959 im Kölner Ufa-Palast seine Premiere und lief am selben Tag in den bundesdeutschen Kinos an. Er erhielt zu der Zeit eine FSK 18. Am 5. August 2011 gab die Pidax Film Media Ltd. (AL!VE) den Film innerhalb der Reihe „Film-Klassiker“ auf DVD (freigegeben ab 12 Jahren) heraus.
In Argentinien wurde der Film am 23. November 1960 unter dem Titel Médico sin conciencia veröffentlicht, in den USA unter dem Titel Doctor without Scruples im Jahr 1963. In Brasilien lief er unter dem Titel Dr. Lund, O Médico da Morte und in Italien unter dem Titel Medico senza coscienza.

## Kritik
Für den film-dienst war Arzt ohne Gewissen „Gruselunterhaltung, die sich in das Deckmäntelchen des Problemfilms hüllt“.
Der Redakteur Falk Schwarz schrieb: „Unwertes Leben – dieses furchtbare Naziwort steht im Hintergrund des Films aus dem Arztmilieu.“ „Beeinddruckend ekelhaft“ sei Wolfgang Kieling in seiner Rolle als ehemaliger KZ-Arzt Stein. Die „Verquickung des dunkelsten Kapitels unserer Geschichte mit einer auf Sensation getrimmten Fabel“ mache „den ganzen Film unangemessen“. Ewald Balser spiele die Rolle des Arztes ohne Gewissen „in der Manier seines Sauerbruch-Films – honett, seriös, vertrauenerweckend“. Da gebe es „keine zweite Ebene, nichts Abgründiges im Charakter dieses Professors Lund, nichts, was auf die ‚Jekyll‘-Seite eines schizophrenen Charakters schließen ließe, keinerlei Gewissen“. – Das Thema Herztransplantation sei geblieben. „Der Film sollte allerdings besser vergessen werden.“
Auch Heiko Thiele von Filmreporter.de kam darauf zu sprechen, dass, die „Thematisierung nationalsozialistischer Moralvorstellungen“ so kurz nach Ende des Zweiten Weltkriegs „prekär“ erscheine. „Ruhige Kamerafahrten und eine Musik, welche die Spannung kontrastiert“, seien für den Film kennzeichnend, hieß es weiter, und dass die Hauptrollen mit Ewald Balser, Wolfgang Kieling und Wolfgang Preiss „prominent besetzt“ seien.